# Кавелти, Джон
Джон Кавелти (англ. John G. Cawelti, 31 декабря 1929, Эванстон, Иллинойс, США) — американский историк, исследователь массовой культуры.

## Биография
Из семьи учителей. Окончил Айовский университет (1956), защитил там диссертацию (1960). Преподавал в Чикагском университете (1957—1979), университете Кентукки (1980—2000). Как приглашённый профессор читал лекции в университетах Айовы, Вайоминга, Небраски, а также в Хайдарабаде, Гронингене, Утрехте, Орхусе.

## Научные интересы
Предмет исследований Кавелти — американская культура, её популярные символы, легенды и мифы. Развивая мифокритический подход Н. Фрая, ввёл понятие «формульных повествований», образцы которых (роман тайн, научная фантастика, вестерн, детектив, любовная история, шпионский роман и др.) детально изучал. Кроме того, автор работ о Ф.Купере, Мелвилле, Генри Джеймсе, Фолкнере, Х. Алджере и других американских писателях.

## Избранные труды
- Apostles of the Self-Made Man: Changing Concepts of Success in America (1965, переизд. 1968)
- The Six-Gun Mystique (1971)
- Adventure, Mystery and Romance: Formula Stories as Art and Popular Culture (1976, пер. на япон. яз. 1984)
- The Spy Story (1987)
- Leon Forrest: Introductions and Interpretations (1997)
- The Six-Gun Mystique Sequel (1999)
- Mystery, Violence and Popular Culture (2004)

## Публикации на русском языке
- Рейтблат А. Реферат книги Adventure, Mystery and Romance// Проблемы социологии литературы за рубежом. М., 1983, c. 165—184.
- Изучение литературных формул// Новое литературное обозрение, 1996, № 22, с.33-64.
- Канонизация, современная литература и детектив / Пер. и вступ. слово В. Дёмин, Т. Амирян. // Литература XX века: итоги и перспективы изучения. Материалы седьмых Андреевских чтений. — М.: Экон, 2009. С. 380—393.

## Признание
Был президентом Американской Ассоциации популярной культуры. В 2000 году Ассоциация американской культуры и Национальная ассоциация популярной культуры (США) учредили ежегодную премию имени Джона Кавелти за лучшую книгу об американской культуре (англ. John G. Cawelti Book Award).